# Motorvägar i Litauen

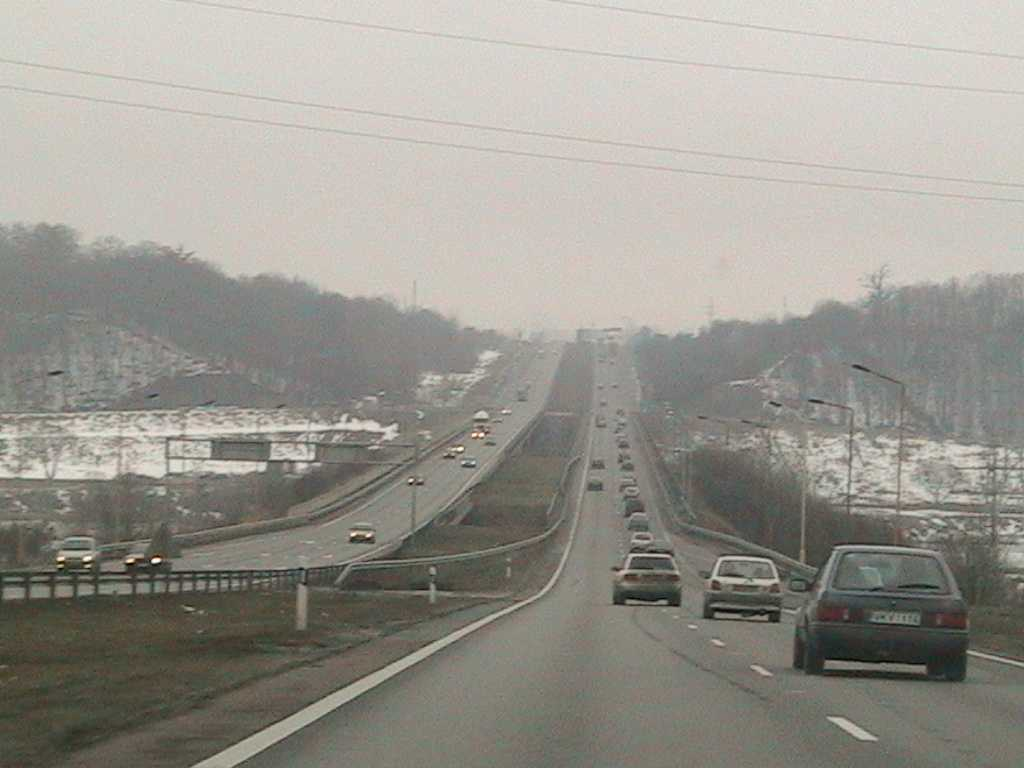
E85/A1 korsar floden Neris nära Kaunas i Litauen.

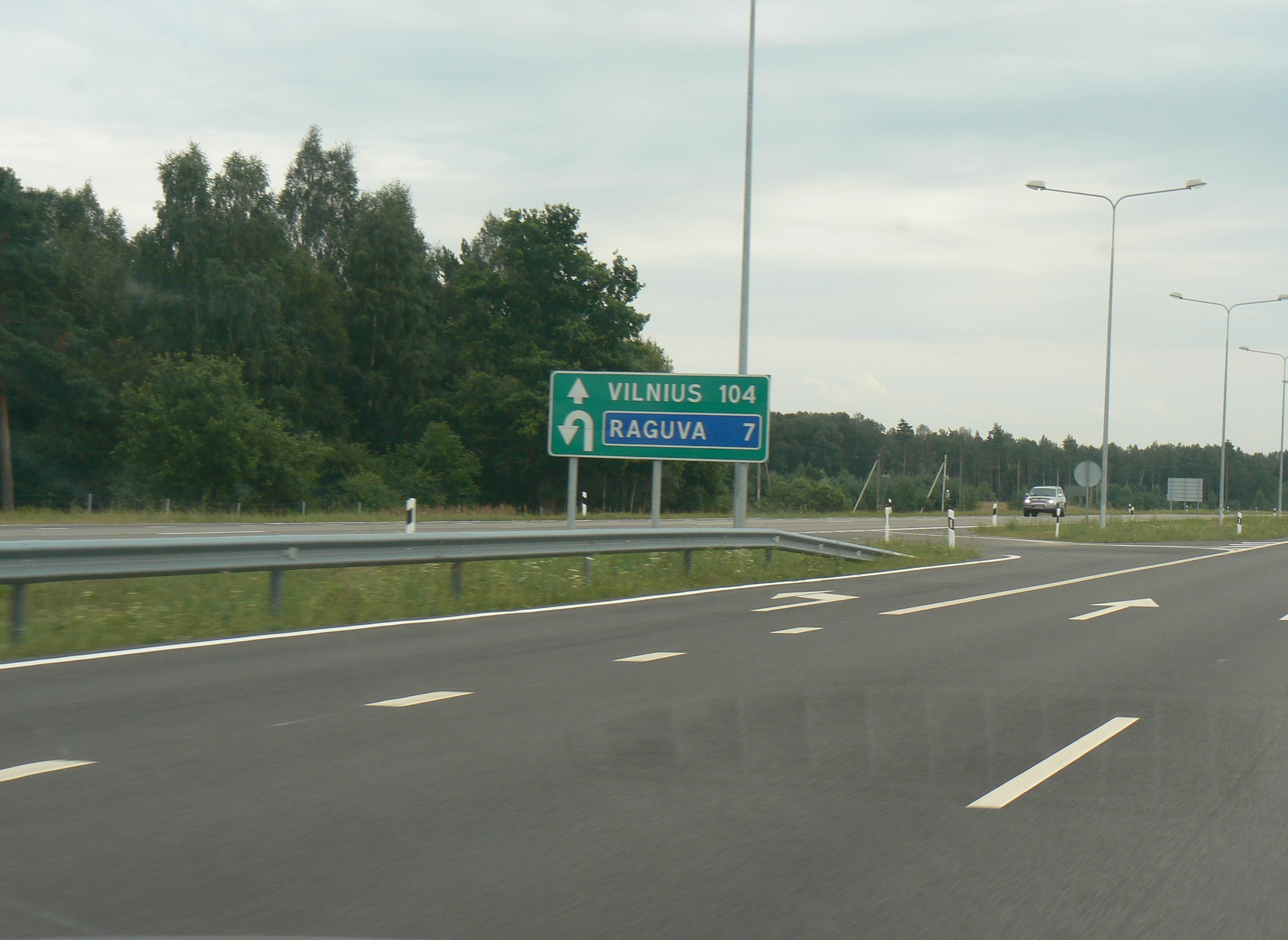
Litauens motorvägar har vid vissa trafikplatser upplåtna u-svängspassager genom mittremsan. E 272/A2 nära Raguva.

Det finns ett antal motorvägar i Litauen. Bland annat vid Kaunas. På sikt ska de byggas ut mot gränsen till Polen.

## Motorvägssträckor i Litauen
- A1 - E85 - Klaipėda - Kaunas - Vilnius
- A2 - E272 - Panevėžys - Vilnius